# Górki Śląskie
Górki Śląskie is een dorp in de Poolse woiwodschap Silezië. De plaats maakt deel uit van de gemeente Nędza en telt 1002 inwoners.

## Verkeer en vervoer
- Station Górki Śląskie